# Nguyễn Hoàng Tôn
Nguyễn Hoàng Tôn (1915-1932) tên thật là Phạm Hữu Mẫn còn gọi là "Mẫn con" sinh năm 1915 tại Trích Sài (Bưởi), huyện Hoàn Long, Hà Nội, trong một gia đình dân nghèo thành thị. Cha mất khi anh vẫn còn nằm trong bụng mẹ. Vì hoàn cảnh nghèo túng, mẹ phải gửi anh cho người bác ruột hiếm con ở phố Bạch Mai, còn bà đi ở vú.
Ở với bác, anh sớm được tiếp xúc với một số cán bộ đến gây cơ sở cách mạng. Được gần gũi những hội viên Hội Việt Nam Cách mạng thanh niên, sớm giác ngộ, 15 tuổi đã tham gia hoạt động cách mạng ở Hà Nội. Anh đi các nơi diễn thuyết, ăn nói hùng hồn khiến cho ai nấy nể trọng. Anh còn đi dải truyền đơn, nghĩ ra nhiều mưu kế để truyền đơn đến được tay nhiều người.
Năm 1930, anh được điều đi công tác vô sản hóa, Nguyễn Hoàng Tôn vào vùng mỏ hoạt động, gây dựng nên phong trào thợ thuyền, phu phen cho đến cuối năm thì về Hải Phòng. Khi vừa tròn 17 tuổi, Nguyễn Hoàng Tôn đã được kết nạp Đảng Cộng sản Đông Dương, làm nhiệm vụ liên lạc cho Xứ ủy Bắc Kỳ ở đó.
Tối ngày 20/4/1931, do có người phản bội chỉ điểm, mật thám Pháp vây cơ quan Xứ ủy ở các nhà số 37 phố Bengích (phố Lê Lai nay), số 39 ngõ Đá, số 157 ngõ Đường Sắt cụt, số 8 ngõ Quảng Lạc. Để bảo vệ cán bộ trong cơ quan Xứ ủy ở số 8 ngõ Quảng Lạc (Hải Phòng), anh đã nổ súng vào bọn mật thám. Anh bị địch bắt và tra tấn dã man nhưng vẫn giữ vững khí tiết của người cộng sản, kiên quyết không khai báo. Sau đó thực dân Pháp đã mở phiên tòa, tuyên án Nguyễn Hoàng Tôn tức "Mẫn con" án tử hình.
Những ngày bị giam trong xà lim án chém Hỏa Lò, vì anh còn quá trẻ nên giặc tìm cách dụ dỗ anh làm đơn xin ân xá nhưng anh đã kiên quyết không chịu, sẵn sàng đón nhận cái chết vẻ vang. Noi gương đồng chí của anh là Nguyễn Đức Cảnh, Nguyễn Hoàng Tôn đã hiên ngang lên máy chém của kẻ thù ở trước cửa nhà tù Hỏa Lò Hà Nội năm 1932. Khi bị dẫn qua các trại giam cũng như khi lên máy chém, Nguyễn Hoàng Tôn vẫn ung dung, bĩnh tĩnh hô vàng khẩu hiệu: "Cách mạng Đông Dương muôn năm! Đảng Cộng sản Đông Dương muôn năm! Chào các đồng chí ở lại chiến đấu đến cùng!".

## Vinh danh
Để vinh danh anh, ở Hà Nội đã có một con phố mang tên Nguyễn Hoàng Tôn. Phố chạy từ cuối đường Lạc Long Quân, qua Quận ủy Tây Hồ. Đây chính là vùng quê anh nhưng đã có nhiều đổi thay, ngày càng khang trang và hiện đại. Trên phố có khu chung cư cao cấp Ciputra, công viên nước Hồ Tây,... Nhân sự kiện kỉ niệm lễ thành lập Đoàn ngày 26 tháng 3 năm 1972, đồng chí Lê Duẩn đã vinh danh Nguyễn Hoàng Tôn là "Lý Tự Trọng trên đất Bắc".